# فينس ماكنيس
فينس ماكنيس (بالإنجليزية: Vince McNeice)‏ هو لاعب كرة قدم بريطاني في مركز الوسط، ولد في 25 أكتوبر 1938 في كريكود ‏ في المملكة المتحدة. لعب مع نادي واتفورد.